# Ben Gurion International Airport
Ben Gurion International Airport (hebraisk: נמל התעופה בן גוריון, Nemal HaTe'ūfa Ben Gūryōn, arabisk: مطار بن غوريون الدولي, (IATA: TLV, ICAO: LLBG) også kendt under sit hebraiske akronym Natbag (Hebrew: נתב"ג)) er med 10,9 mio. passagerer den største og travleste lufthavn i Israel og den eneste internationale lufthavn i landet. 
Den ligger ved Lod i Tel Aviv-distriktet ca. 15 km sydøst for selve Tel Aviv. Ben Gurion International fungerer som primær hub for El Al, Israir Airlines, Arkia Israel Airlines og Sun d'Or International Airlines. 
Lufthavnen blev indviet i 1936 og er opkaldt efter landets første premierminister, David Ben-Gurion. 
Ben Gurion International Airport betragtes som en af verdens mest sikre lufthavne og har egen sikkerhedsstyre, der både omfatter politibetjente og IDF-soldater. Sikkerhedsfolkene arbejder både i uniform og i civil. Lufthavnen har været genstand for flere terrorangreb, men de er alle mislykket. 